# Joel Berghult
Joel Gustaf Berghult (Gotemburgo, 8 de abril de 1988), más conocido como Roomie o Lil Pitchy, es un cantante, compositor, productor, YouTuber y comediante sueco. Es más conocido por su canal de YouTube, RoomieOfficial, el cual consiste en comentarios musicales, canciones originales, covers y más contenido relacionado con la música. Ha publicado varios videos virales y colaboraciones con PewDiePie y Boyinaband. Su video más popular es "Un chico, 43 voces", presentando imitaciones vocales de cantantes como Justin Bieber, Charlie Puth, y Brendon Urie. Su canal de YouTube tiene más de 7 millones de suscriptores desde febrero del 2021.

## Vida personal
Berghult nació y creció en Gotemburgo, Suecia. Su padre, Bosse Berghult, también es un músico y alentó su iniciativa musical mientras crecía, comprándole sus instrumentos y software de producción musical de alta tecnología.
Joel se graduó en 2014 de Musikmakarna, donde  estudió composición y producción de música. Berghult se mudó a Reino Unido en 2015, para finalmente mudarse a Los Ángeles en 2021.

## Carrera
Joel empezó su canal de YouTube en 2010. En 2014, saltó a la fama tras subir una serie de imitaciones de voces de cantantes famosos. El primero fue titulado "Un chico, 14 Voces" el cual se convirtió en uno de los primeros videos virales de Berghult. El siguiente año, Joel publicó otro video titulado "Un chico, 15 Voces" en agosto del 2015. Luego fue invitado a Nyhetsmorgon en septiembre del 2015, seguido por Buenos días América en octubre del mismo año. El video más reciente de la serie fue publicado en 2017, "Un chico, 43 Voces (con música)" que tiene más de 91 millones de vistas y fue el video más visto de su canal en diciembre del 2020.
En 2014, Roomie empezó a publicar música junto a otro YouTuber sueco, PewDiePie (quién es también de Gotemburgo). El sencillo "Su nombre es Pewdiepie" fue publicado en el 2014 y fue hecho utilizando muestras de la voz de PewDiePie; más tarde ese año, "Fabulous" fue publicado, seguido por "Brofist" en 2016. En 2019, Berghult se unió de nuevo con PewDiePie y con Boyinaband para la canción "Congratulations". La canción fue número uno en las Ventas de pistas digitales de Comedia en Estados Unidos publicada por Cartelera.
A inicios del 2020, Roomie comenzó a subir videos diarios a su canal, con un gran énfasis en comentarios, Reddit, y otros videos creados por aficionados, así como también covers. Aun así, el 11 de junio de 2020, Berghult anunció un paro en el canal, declarando que publicar videos diariamente era agotador y le impedía producir proyectos más grandes y que volvería a subir cinco videos a la semana cuando regresara. El 20 de julio de 2020, mientras seguía en paro, Berghult liberó un álbum "Livin' for that" en Spotify bajo el seudónimo Lil Pitchy. El álbum consta de la canción "Livin' for that", además de sus versiones instrumental y a capela.
Después de que 40 días en pausa, Joel volvió a YouTube con su video de imitaciones "Un chico, 17 voces" a pocos días antes del 10° aniversario del canal.

## Discografía

### Álbumes en solitario
- Short and Stupid (2016)

### Sencillos
- "Bed Intruder Song" (Versión de Rock) (2011)
- "Fabulous" (ft. PewDiePie) (2014)
- "His Name Is Pewdiepie" (ft. PewDiePie) (2014)
- "Numb" (2014)
- " Won't Back Down" (2014)
- "Long Distant Love" (2015)
- "Brofist" (ft. PewDiePie) (2016)
- "Zelda" (2017)
- "Lost It All" (ft. Custom Phase) (2017)
- "Own You" (2018)
- "Roxanne / Roxanne" (2020) – mashup de la canción de Arizona Zervas y de The Police
- "Slideshow" (2020)
- "Livin' for That" (2020, como Lil Pitchy)
- “Worth It” (2021)
- “until I have you" (2022)

### Colaboraciones
- Roomie & Friends: Covers Vol. 1 (2014) – Roomie & Friends
- "How To Get a Number One Song" (2014) – Boyinaband feat. Roomie)
- "Circle of Death (Pubg Song)" (2018) – Dan Bull, Roomie & The Living Tombstone
- Pizza Love (2018) – The Gregory Brothers (feat. Roomie)
- Congratulations (2019) – Roomie, PewDiePie, & Boyinaband
- "Good Person" (2020) – Roomie & TheOdd1sOut